# (1586) Thiele
(1586) Thiele – planetoida z pasa głównego asteroid okrążająca Słońce w ciągu 3 lat i 289 dni w średniej odległości 2,43 au. Została odkryta 13 lutego 1939 roku w Hamburg-Bergedorf Observatory w Bergedorfie przez Arno Wachmanna. Nazwa planetoidy pochodzi od Thorvalda Thiele (1838–1910), duńskiego astronoma. Przed nadaniem nazwy planetoida nosiła oznaczenie tymczasowe (1586) 1939 CJ.